# HD 94860
HD 94860，又名BD+78 367，SAO 7255、HR 4272，是一颗恒星，视星等为6.2，位于銀經130.13，銀緯37.76，其B1900.0坐标为赤經10h 51m 57.7s，赤緯+78° 37.76′ 21″。